# فضل‌الله صادق سمیعی
فضل‌الله صادق سمیعی سیاست‌مدار ایرانی بود، که در  دوره بیست و دوم  به عنوان نماینده صومعه‌سرا  در مجلس شورای ملی حضور داشت.